# Miguel de la Quadra-Salcedo
Miguel de la Quadra-Salcedo y Gayarre (Madrid, 30 d'abril de 1932 - 20 de maig de 2016) va ser un reporter i esportista, especialitzat en les proves de llançament. Als quatre anys es va mudar amb la seva família a Pamplona fet pel que sempre es considerà basc-navarrès. Va ser director i fundador del programa d'estudis i aventures Aventura 92, posteriorment conegut com a Ruta Quetzal.
Gairebé tota la seva carrera esportiva va competir com a independent sense equip, però l'any 1960 va formar part de la secció d'atletisme del Reial Madrid. Va aconseguir nou campionats d'Espanya, sis a disc, dos a pes i un llançament de martell, i també 14 plusmarques nacionals en llançament de martell i disc. Va batre la plusmarca mundial de javelina, però la Federació Internacional no va homologar el seu rècord perquè va utilitzar una nova tècnica, l'estil "Erauskin". Després dels Jocs Olímpics d'Estiu de 1960 a Roma, va treballar per al Govern colombià com etnobotànic a la selva i, el 1963, va tornar a Espanya on va ser contractat per TVE com a reporter. Fou l'impulsor de la Ruta Quetzal BBVA, declarada d'interès universal per la UNESCO.